# 中国驻尼日利亚大使列表
本列表為中華人民共和國駐尼日利亚历任大使名录（附中華民國駐奈及利亞歷任代表）。

## 历任中国驻尼日利亚大使

### 中华人民共和国驻尼日利亚大使（1971年至今）
1971年2月10日，中华人民共和国与尼日利亚建交，开始派遣驻尼日利亚大使。
| 姓名   | 任命           | 任命           | 到任          | 递交国书       | 免职           | 免职           | 离任      | 外交衔级 | 外交职务     | 备注                   |
| 姓名   | 全国人大常委会 | 主席           | 到任          | 递交国书       | 全国人大常委会 | 主席           | 离任      | 外交衔级 | 外交职务     | 备注                   |
| ------ | -------------- | -------------- | ------------- | -------------- | -------------- | -------------- | --------- | -------- | ------------ | ---------------------- |
| 章立   | 不適用         | 不適用         | 1971年4月5日  | 1971年4月10日  | 不適用         | 不適用         | 1971年8月 | 参赞     | 临时代办     | 筹备开馆               |
| 杨琪良 | 不適用         | 不適用         | 1971年8月9日  | 1971年8月31日  | 不適用         | 不適用         | 1973年8月 | 大使     | 特命全权大使 |                        |
| 冯于九 | 不適用         | 不適用         | 1973年11月6日 | 1973年11月30日 | 1979年2月23日  | 不適用         | 1979年1月 | 大使     | 特命全权大使 |                        |
| 雷阳   | 1979年11月29日 | 不適用         | 1980年4月2日  | 1980年4月25日  | 1984年11月14日 | 1985年5月7日   | 1985年2月 | 大使     | 特命全权大使 |                        |
| 王嵎生 | 1984年11月14日 | 1985年5月7日   | 1985年3月     | 1985年5月17日  | 1988年1月21日  | 1988年5月12日  | 1988年4月 | 大使     | 特命全权大使 |                        |
| 金伯雄 | 1988年1月21日  | 1988年5月12日  | 1988年7月     | 1988年7月15日  | 1992年2月25日  | 1992年6月27日  | 1992年5月 | 大使     | 特命全权大使 |                        |
| 胡立鹏 | 1992年2月25日  | 1992年6月27日  | 1992年7月     | 1992年8月26日  | 1994年8月31日  | 1995年3月7日   | 1995年1月 | 大使     | 特命全权大使 |                        |
| 吕凤鼎 | 1994年8月31日  | 1995年3月7日   | 1995年2月     | 1995年3月31日  | 1998年12月29日 | 1999年5月12日  | 1999年3月 | 大使     | 特命全权大使 |                        |
| 梁银柱 | 1998年12月29日 | 1999年5月12日  | 1999年4月     |                |                | 2003年7月18日  | 2003年6月 | 大使     | 特命全权大使 |                        |
| 王永秋 |                | 2003年7月18日  | 2003年6月     | 2003年6月26日  | 2005年12月29日 | 2006年11月16日 | 2006年8月 | 大使     | 特命全权大使 | 兼驻西非国家经济共同体 |
| 徐建国 | 2005年12月29日 | 2006年11月16日 | 2006年9月23日 | 2006年9月26日  | 2010年4月29日  | 2010年9月19日  | 2010年8月 | 大使     | 特命全权大使 | 兼驻西非国家经济共同体 |
| 邓波清 | 2010年4月29日  | 2010年9月19日  | 2010年9月9日  | 2010年11月2日  | 2013年10月25日 | 2014年4月29日  | 2014年2月 | 大使     | 特命全权大使 | 兼驻西非国家经济共同体 |
| 顾小杰 | 2013年10月25日 | 2014年4月29日  | 2014年4月1日  | 2014年4月24日  | 2016年4月28日  | 2016年10月8日  | 2016年6月 | 大使     | 特命全权大使 | 兼驻西非国家经济共同体 |
| 周平剑 | 2016年4月28日  | 2016年10月8日  | 2016年9月8日  | 2016年10月18日 | 2020年6月20日  | 2021年4月7日   | 2020年7月 | 大使     | 特命全权大使 | 兼驻西非国家经济共同体 |
| 崔建春 | 2020年12月26日 | 2021年4月7日   | 2021年3月     | 2021年6月1日   |                | 2024年8月23日  | 2024年3月 | 大使     | 特命全权大使 | 兼驻西非国家经济共同体 |
| 于敦海 |                | 2024年8月23日  | 2024年8月10日 | 2024年10月31日 | 现任           |                |           | 大使     | 特命全权大使 | 兼驻西非国家经济共同体 |